# Jozef Bognár
Jozef Bognár je bývalý slovenský fotbalista, útočník.

## Fotbalová kariéra
V lize hrál za Slovan Bratislava. Nastoupil v 8 ligových utkáních a dal 1 ligový gól. Se Slovanem získal v roce 1970 mistrovský titul.

## Ligová bilance
| Ročník                                   | Zápasy | Góly | Klub              |
| ---------------------------------------- | ------ | ---- | ----------------- |
| 1. československá fotbalová liga 1969/70 | 8      | 1    | Slovan Bratislava |
| CELKEM 1. liga                           | 8      | 1    |                   |